# اريك ماتياس
اريك ماتياس (بالإنجليزية: Eric Matthias)‏ هو منافس ألعاب قوى بريطاني، ولد في 13 فبراير 1984.

## وصلات خارجية
- اريك ماتياس على موقع الاتحاد الدولي لألعاب القوى (الإنجليزية)
- اريك ماتياس على موقع أوليمبيديا (الإنجليزية)